# Base d'aéronautique navale d'Hyères Le Palyvestre
 (décembre 2013).
La base aéronautique navale d'Hyères, est la seule base de l'aéronautique navale de la Marine nationale française située dans le Sud de la France. Créée en 1925, la base aéronautique navale (BAN) d'Hyères accueille aujourd'hui trois Flottilles d'hélicoptères de combat embarqués : la Flottille 31F, la Flottille 35F et la Flottille 36F. Active tous les jours de l'année 24 h/24, elle est le pivot des opérations aéromaritimes de la région et point d'appui pour les dispositifs interarmées. Depuis 1967 elle partage ses pistes avec l'aéroport civil de Toulon-Hyères. Ce sont les militaires qui assurent le contrôle local aérien (CLA) de la base militaire mais aussi de l'aéroport civil. Au total, c'est en moyenne 25 000 mouvements aériens enregistrés chaque année.

## Les Flottilles d'hélicoptères

### Flottille 31F
La Flottille 31F est en 2021 composée de six « Caïman Marine » (ou NH90), hélicoptère multi-missions de dernière génération. Elle compte plus de 180 marins dédiés à la préparation, l'entretien et l'emploi de ses hélicoptères embarqués principalement sur les frégates multi-missions (FREMM) de la Marine nationale et le porte-avions Charles de Gaulle. Sa devise est : « Tant pis si j'en crève ».

### Flottille 35F
La Flottille 35F est spécialisée dans le sauvetage en mer. Ses 11 hélicoptères de type Dauphin couvrent les trois façades maritimes ainsi que la Polynésie Française. Un de ses détachements est présent sur le porte-avions Charles de Gaulle afin d'assurer la mission Pedro (sécurité des pilotes). Depuis le mois de juin 2021, elle tient l'alerte de secours en mer sur la façade méditerranéenne. Sa devise est : « Secourir sans faillir ».

### Flottille 36F
La Flottille 36F est une Flottille d'hélicoptères embarqués. Ses 16 hélicoptères de type Panther sont pour la plupart déployés sur les bateaux de la Marine nationale sur toutes les mers du globe. La moitié de ses marins sont en mission embarquée 120 à 200 jours par an. Sa devise est : « Partout servir et combattre ».

## L’École du Personnel du Pont d'Envol
L'EPPE est l'une des écoles de la Marine nationale située au sein de la base aéronautique navale d’Hyères. Elle forme l'ensemble du personnel qui intervient dans la mise en œuvre de l'aviation en mer.
Après 10 semaines de cours intensifs, les matelots de pont d’envol (MOPONVOL) rejoignent le porte-avions Charles de Gaulle ou les autres bâtiments porte-hélicoptères de la Marine nationale afin d’assurer les manœuvres des avions et hélicoptères avant et après chaque vol. Ces-derniers sont sous la responsabilité des directeurs de pont d’envol, communément appelés les « chiens jaunes ».

## Le Centre d'Expérimentations Pratiques de l'Aéronautique navale
Le CEPA-10S, unité de l'Aéronautique navale vise principalement à délivrer de nouvelles capacités opérationnelles et techniques aux Flottilles en s'appuyant sur des solutions innovantes.

## Historique

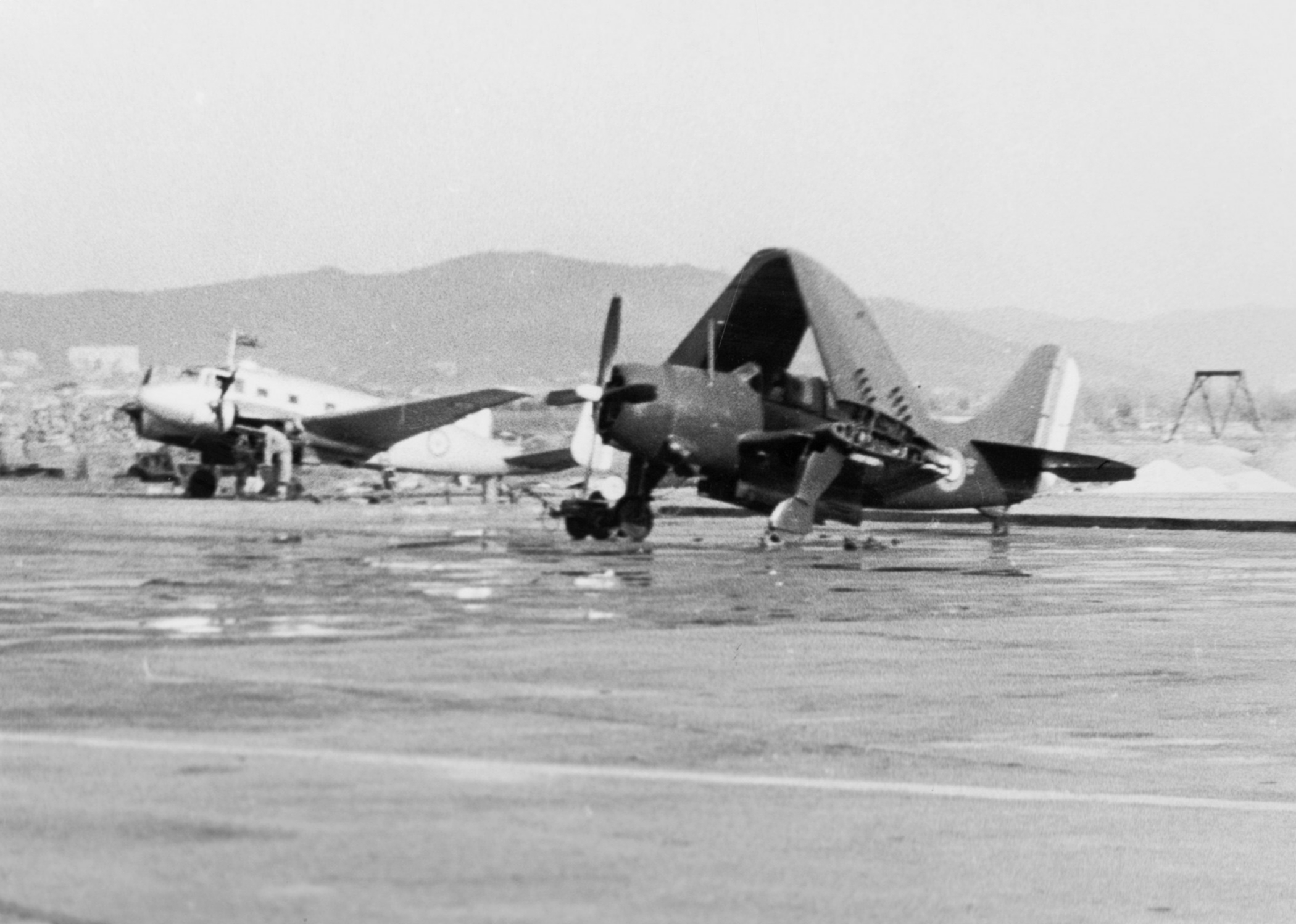
Un Curtiss SB2C Helldiver devant un NC.702 Martinet en 1951 sur la base.

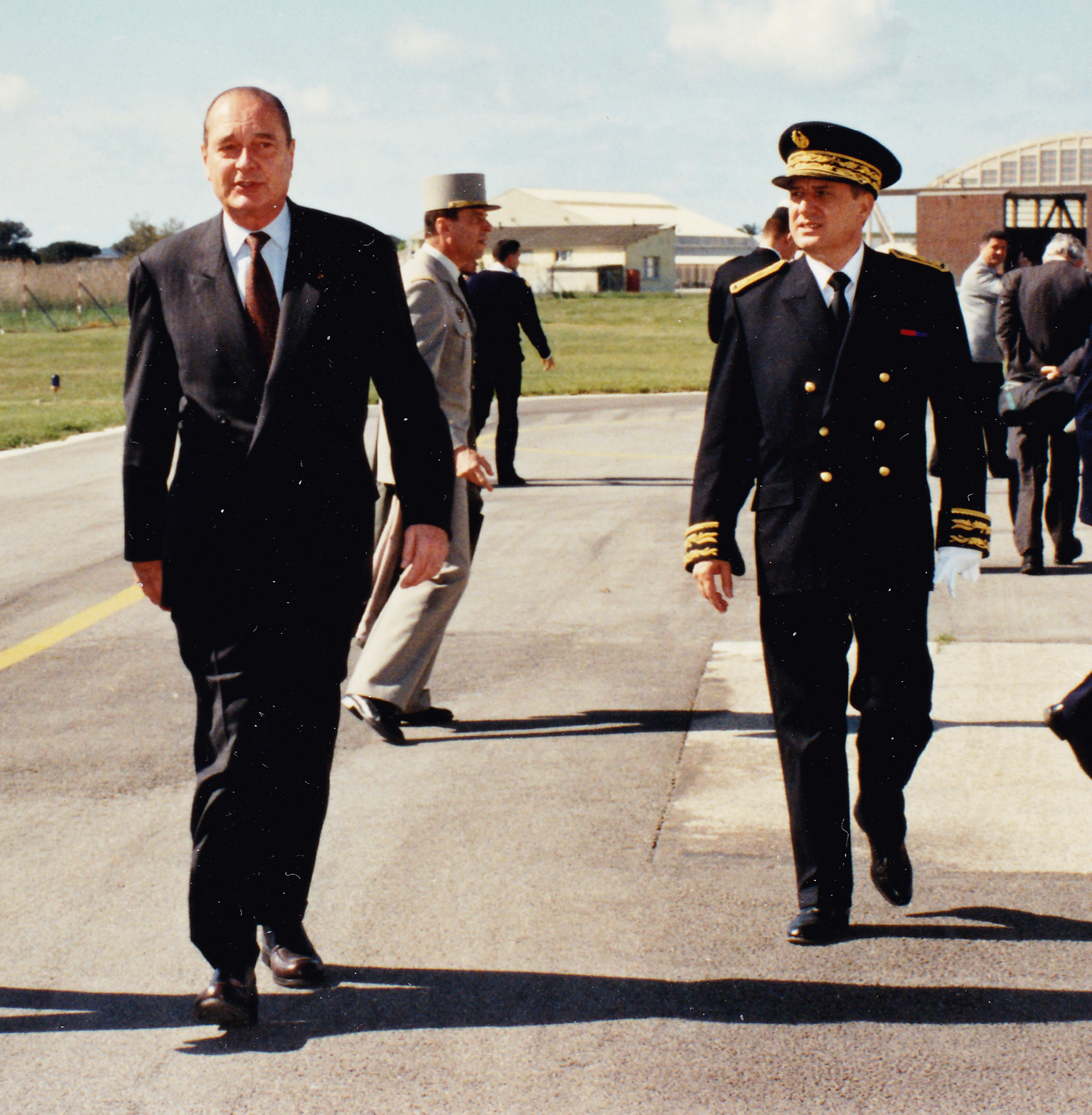
Jean-Charles Marchiani, préfet du Var et Jacques Chirac, président de la République en 1996 à la Base d'aéronautique navale d'Hyères Le Palyvestre en 1996.

La plaine marécageuse du Palyvestre a été utilisée comme terrain d'aviation dès le début du XXe siècle. En 1919, le ministère de la Marine lance des travaux d'assèchement et utilise le terrain dès l'année suivante. Une base militaire est officiellement créée le 1er février 1925, sous la désignation de Centre d'Aviation Maritime du Palyvestre. Elle sert notamment de base terrestre aux avions du porte-avions Béarn. Une base pour hydravions est ajoutée en 1928. La BAN est fermée le 8 novembre 1942.
La base d'hydravions est détruite lors du Débarquement de Provence en 1944.
Lors de sa réouverture, début 1945, la base accueille l'École d'Appontage et de Chasse Embarquée, qui est chargée de former les pilotes de l'Aéronautique navale au décollage et à l'appontage sur porte-avions. Cette mission est assurée par l'escadrille 54S (jusqu'en 1956) puis par la 59S (jusqu'en 1997, sous la désignation d'Ecole d'Aviation Embarquée).
La BAN héberge également la flottille 4F sur bombardier Douglas SBD Dauntless de mai 1945 à janvier 1947 puis d'avril à septembre 1947. La flottille 12F est créée en août 1948 sur la base, équipée de chasseurs embarqués Supermarine Seafire puis de Grumman F6F Hellcat d'avril 1950 à juin 1953. En accueillant à cette date et jusqu'en février 1957 la 11F, elle reste dotée des Hellcat que remplacent des SNCASE Aquilon de la 16F à partir de janvier 1955.
Entre-temps, respectivement en février, décembre 1956 et avril 1958, les flottilles 15F, 14F et 17F s'installent avec des chasseurs Chance Vought F4U-7 Corsair qui stationnent sur la BAN jusqu'en janvier 1962. Dès 1958, la BAN est dotée du bombardier-torpilleur Grumman TBF Avenger des 6F et 4F (de juillet 1958 à octobre 1962).
Dès juin 1962, la 15F est transformée sur Dassault Étendard IVM et demeure sur la base jusqu'en 1967, puis est à nouveau transformée sur son successeur Dassault Super-Étendard de la 16F de septembre 1964 à mars 1969 et, finalement jusqu'en juillet 1993 au sein de la 17F. Entre les deux, de juillet 1963 à juin 1964, la BAN accueille l'avion de lutte anti-sous-marine Breguet Br.1050 Alizé.
De mars 2000 à septembre 2002, la base héberge les avions de surveillance maritime Aérospatiale N262E Frégate de la 28F. Depuis novembre 2003-janvier 2004, la base héberge trois unités d'hélicoptères de la Marine (les flottilles 31F, 35F et 36F), ainsi que diverses unités de soutien et d'instruction.